# Шигайкулбаш
Шигайкулба́ш (рос. Шигайкулбаш, башк. Шығайҡулбаш) — присілок у складі Буздяцького району Башкортостану, Росія. Входить до складу Кілімовської сільської ради.
Населення — 72 особи (2010; 84 у 2002).
Національний склад:
- татари — 73 %
- башкири — 26 %